# Porretas (álbum)
Porretas es el décimo disco del grupo de rock español de nombre homónimo: Porretas. Fue publicado en octubre de 2005 a través del sello Locomotive.

## Lista de canciones
1. La Hemos Cagao
2. Ole Tus Cojones
3. El Na Na Na Na
4. Noche Sin Fin
5. Barriobajero
6. ...A Los Que Manejan El Cotarro
7. El Tontolgato
8. Mirando El Gotelé
9. La Trece-Catorce
10. Y Me Echaron Del Infierno
11. Kalimotxo
12. Estoy En La Luna

## Formación
- Rober: voz y guitarra.
- El Bode: guitarra.
- Pajarillo: bajo y voz.
- Luis: batería.